# حرب نووية
الحرب النووية (تُعرف أيضًا بالحرب الذرية أو الحرب النووية الحرارية) هي صراع عسكري أو إستراتيجية سياسية تُستخدم فيها الأسلحة النووية لإلحاق الضرر بالعدو. الأسلحة النووية هي أسلحة الدمار الشامل. على النقيض من الحرب التقليدية، يمكن للحرب النووية أن تنتج دمارًا في وقت أقصر وقد ينتج عنها إشعاع يدوم لمدة طويلة. يكون للتبادل النووي أثارًا طويلة المدى، وهي بشكل رئيسي من التهاطل النووي الذي يُطلق، ومن الممكن أن يؤدي إلى «شتاء نووي» يدوم لعقود أو قرون أو حتى لألف سنة من وقت بداية الهجوم. يرفض بعض المحللون فرضية الشتاء النووي، ويحسبون أنه حتى حين كان تخزين الأسلحة النووية في الحرب الباردة في أعلى مستوياته، سيتمكن مليارات من الناس الريفيين من النجاة بكل الأحوال على الرغم أنه سيكون هناك المليارات من الضحايا. ومع ذلك، يقترح آخرون أن الآثار الثانوية للمحرقة النووية مثل المجاعة النووية (مجاعة فرضية تضع بالحسبان التهديد المحتمل الذي يتبع التبادل النووي الإقليمي أو العالمي) والانهيار المجتمعي، سيتسبب في مقتل كل شخص على وجه الأرض تقريبًا من الجوع.
استُخدم سلاحين نوويين في سياق الحرب حتى الآن، واستُخدم كليهما من قِبل الولايات المتحدة قرب نهاية الحرب العالمية الثانية. في 6 أغسطس 1945، فُجّر جهاز نووي محمل باليورانيوم من نوع المدفع (اسمه الرمزي «الولد الصغير») فوق مدينة هيروشيما اليابانية. وبعد ذلك بثلاثة أيام، في 9 أغسطس 1945، فُجّر جهاز نووي محمل بالبلوتوينوم من النوع الانشطاري (اسمه الرمزي «الرجل البدين») فوق مدينة ناغازاكي اليابانية. أسفر هذين التفجيرين عن مقتل نحو 120,000 شخص.
طُوّرت الأسلحة النووية أيضًا بعد الحرب العالمية الثانية من قِبل الاتحاد السوفيتي (1949)، والمملكة المتحدة (1952)، وفرنسا (1960)، وجمهورية الصين الشعبية (1964)، الأمر الذي ساهم في حالة الصراع والتوتر الشديد التي أصبحت تُعرف باسم الحرب الباردة. طُوّرت الأسلحة النووية في كل من الهند في عام 1974، وباكستان في عام 1988، اللتان كانتا في عداء علني مفتوح تجاه بعضهما. يُعتقد أيضًا أن إسرائيل (الستينيات من القرن العشرين) وكوريا الشمالية (2006) قد طورتا مخزنًا من الأسلحة النووية، لكن ليس من المعروف عددها. لم تعترف الحكومة الإسرائيلية أو تنفي امتلاكها للأسلحة النووية قط، رغم أنه من المعروف أنها شيدت المفاعل ومنشأة المعالجة اللازمة لإنشاء الأسلحة النووية. صنعت جنوب أفريقيا أيضًا العديد من الأسلحة النووية المكتملة، ولكنها أصبحت في الثمانينيات من القرن العشرين أول دولة تدمر طوعيًا مخازنها النووية المصنوعة محليًا وتتخلى عن الإنتاج في المستقبل (التسعينات في القرن العشرين). فُجّرت الأسلحة النووية في أكثر من 200 مناسبة لأغراض الاختبار والإثبات.
بعد انهيار الاتحاد السوفيتي في عام 1991 وما نتج عنه من انتهاء الحرب الباردة، انخفض خطر قيام حرب نووية كبرى بين دولتين نوويتين عظيمتين بشكل كبير. ومنذ ذلك الحين، تحولت المخاوف بشأن الأسلحة النووية نحو منع الصراعات النووية المحلية الناتجة عن الانتشار النووي، وخطر الإرهاب النووي.

## أنواع الحرب النووية
تقسم احتمالية استخدام الأسلحة النووية في الحرب عادةً في مجموعتين فرعيتين، يحمل كل منها آثارًا مختلفة وتُخاض ربما بأسلحة نووية مختلفة.
النوع الأول هو الحرب النووية المحدودة، (يُطلق عليه أحيانًا اسم هجوم أو تبادل)، ويشير إلى استخدام ضيق النطاق للأسلحة النووية من قِبل خصمين (أو أكثر). يمكن أن تتضمن «الحرب النووية المحدودة» استهداف المنشآت النووية –إما محاولةَ لإعاقة قدرة العدو على شن ضربة وقائية (إستراتيجية) باعتباره إجراءً وقائيًا، أو تمهيدًا لغزو بالقوى التقليدية، باعتباره إجراءً هجوميًا. يمكن أن ينطبق هذا المصطلح على أي استخدام ضيق النطاق للأسلحة النووية الذي قد يتضمن أهدافًا عسكرية أو مدنية (أو كليهما).
النوع الثاني هو الحرب النووية الواسعة، ومن المحتمل أن يشتمل هذا النوع على أعداد هائلة من الأسلحة النووية المستخدمة في الهجوم الذي يستهدف بلدًا بأكملها، ويتضمن أهدافًا عسكرية واقتصادية ومدنية. يمكن لمثل هذا الهجوم أن يدمر على وجه التأكيد البنى التحتية الاقتصادية والاجتماعية والعسكرية للبلد المستهدف، ومن المحتمل أن يلحق آثارًا مدمرة على الغلاف الجوي الحيوي للأرض.
يقترح بعض استراتيجيو الحرب الباردة مثل هنري كسنجر أن الحرب النووية المحدودة من الممكن أن تكون بين قوتين عظيمتين مسلحتين بشدة (مثل الولايات المتحدة والاتحاد السوفيتي). بكل الأحوال، يتنبأ البعض أن الحرب النووية المحدودة من المحتمل أن «تتصاعد» إلى حرب نووية واسعة. يطلق آخرون على الحرب النووية المحدودة اسم «المحرقة النووية العالمية بطيئة الحركة»، زاعمين أنه -حين تشتعل مثل هذه الحروب- فإنها ستستمر لمدة عقود من الزمن، مما يجعل الكوكب غير صالح للسكن بنسبة كبيرة بنفس طريقة «الحرب النووية الواسعة» بين قوى عظمى، لكنها ستأخذ وقتًا أطول بقليل، وتؤدي إلى ذات النتيجة (مع مأساوية أكثر حسب زعمهم).
حتى أكثر التنبؤات تفاؤلية حول آثار التبادل النووي الواسع تتكهن بموت ملايين عديدة من الضحايا خلال فترة زمنية قصيرة من الوقت. تزعم بعض التنبؤات الأكثر تشاؤمية أن حربًا نووية واسعة من المحتمل أن تؤدي إلى انقراض الجنس البشري، أو على الأقل تجعله قريبًا من الانقراض بوجود عدد قليل نسبيًا من الناجين (يتواجدون في المناطق البعيدة بشكل أساسي) وتخفض جودة الحياة ومتوسط العمر المتوقع لقرون بعد ذلك. بكل الأحوال، لم تسلم هذه التنبؤات، بافتراض استخدام كامل للترسانات النووية في الحرب الباردة عند أعلى مستوياتها، من الانتقادات. ستسبب كارثة مروعة مثل الحرب النووية العالمية على وجه التأكيد بضرر دائم على معظم الحياة المعقدة على الكوكب وعلى أنظمته البيئية والمناخ العالمي.
أكدت دراسة قُدمت في الاجتماع السنوي للاتحاد الجيوفيزيائي الأمريكي في ديسمبر 2006 أنه حتى الحرب النووية الإقليمية ضيقة النطاق قد تسبب بوفيات مباشرة بقدر جميع الوفيات في الحرب العالمية الثانية وتُخلّ بالمناخ العالمي لعقد أو أكثر. في سيناريو صراع نووي إقليمي تتصارع فيه دولتان متعارضتان في مناطق شبه استوائية وتستخدم كل دولة 50 سلاحًا نوويًا بحجم السلاح الذي ألقي على هيروشيما (مساحة 15 كيلومترًا لكل منها) في مراكز تجمع سكاني كبرى، يتوقع الباحثون أن يتراوح عدد الوفيات بين 2.6 مليون إلى 16.7 مليون لكل بلد. قدّر مؤلف الدراسة أن ما يعادل خمسة ملايين طن من السناج (السخام) ستُطلق في الجو، مما ينتج موجة برودة لعدة درجات فوق مناطق واسعة من أمريكا الشمالية وأوراسيا (بما في ذلك معظم مناطق زراعة الحبوب). ستمتد موجة البرودة لسنوات، ومن المحتمل أن تكون «كارثية» حسب الباحثين.
يمكن أن يحدث تبادل نووي محدود أو واسع خلال الحرب النووية التي تندلع بالصدفة، والتي تستخدم فيها الأسلحة النووية دون قصد. تتضمن الاستخدامات المفترضة لهذا السيناريو تعطيل أجهزة الإنذار المبكرة و/أو استهداف الحواسيب، والمخالفات المتعمدة من قِبل القادة العسكريين الأشرار، وعواقب التيه العرضي للطائرات الحربية في سماء العدو، وردود الفعل على اختبارات الأسلحة غير المعلن عنها خلال فترة التوتر الدبلوماسي، وردود الفعل على التجارب العسكرية، ورسائل غير واصلة أو غير منقولة، وأمور أخرى. حدث عدد من هذه السيناريوهات فعليًا خلال الحرب الباردة، بالرغم أن أيًا منها لم ينتهي باستخدام الأسلحة النووية. صُوِّرت العديد من هذه السيناريوهات في الثقافة الشعبية، كما في فيلم «أون ذا بيتش» (على الشاطئ) الصادر عام 1959، ورواية «آمن من التعطل» الصادرة عام 1962 (والتي تحولت إلى فيلم صدر عام 1964)؛ بالإضافة لفيلم «دكتور سترينجلوف: كيف تعلمت أن أتوقف عن الشعور بالقلق وأن أحب القنابل» الصادر عام 1964 أيضًا؛ وفيلم «مناورات» الصادر عام 1983.